# Methode van Koppejan
De methode van Koppejan is in de grondmechanica een methode om het draagvermogen van een paalpunt uit te rekenen. Deze methode is genoemd naar ingenieur A.W. Koppejan.
De methode gaat uit van de theorie dat grond rond de paalpunt bezwijkt volgens glijdvlakken. Deze glijdvlakken hebben de vorm van een logaritmische spiraal. Hoe deze glijdvlakken lopen is afhankelijk van de hoek van inwendige wrijving van de grond. De methode van Koppejan gaat ervan uit dat de glijdvlakken lopen tot 0,7 tot 4 maal de equivalente diameter onder de paal en tot 8 maal de equivalente diameter boven de paal.

## Formule
Het maximale puntdraagvermogen wordt berekend aan de hand van de conusweerstanden die gemeten worden door middel van een sondering. De formule voor het puntdraagvermogen luidt dan:
{\displaystyle p_{r;max}={\frac {1}{4}}q_{c;I;gem}+{\frac {1}{4}}q_{c;II;gem}+{\frac {1}{2}}q_{c;III;gem}}
Met:
- {\displaystyle p_{r;max}} als het maximale puntdraagvermogen
- {\displaystyle q_{c;I;gem}} als de minimale gemiddelde waarde van de conusweerstand over het eerste invloedsgebied. Het eerste invloedsgebied loopt van af de paalpunt tot een diepte van 0,7 tot 4 maal de equivalente diameter onder de paal. De ondergrens moet zo gekozen worden dat de gemiddelde conusweerstand over dit gebied minimaal is.
- {\displaystyle q_{c;II;gem}} als de gemiddelde waarde van de conusweerstand over het tweede invloedsgebied. Dit gebied loopt vanaf de onderkant van gebied I tot aan het niveau van de paalpunt.
- {\displaystyle q_{c;III;gem}} als de gemiddelde waarde van de conusweerstand over het derde invloedsgebied. Dit gebied loopt vanaf paalpuntniveau tot een hoogte van 8 maal de equivalente diameter daarboven.

Voor de gemiddelde conusweerstanden over het tweede en derde invloedsgebied geldt dat de waarde van de conusweerstand die in rekening wordt gebracht niet hoger mag zijn dan de waarde direct eronder.
In alle gevallen geldt dat gerekend wordt met de equivalente diameter van de paal. Voor ronde palen is dat de diameter, voor vierkante palen is dat {\displaystyle D_{eq}=b*{\sqrt {\frac {4}{\pi }}}} met b de breedte van de paal.
Deze formule geldt voor dezelfde omstandigheden als waaronder een sondering wordt gemaakt, dus voor grondverdringende gladde palen. Wanneer er gebruikgemaakt wordt van ander soort palen dan dienen er reductiefactoren toegepast te worden. De formule wordt dan als volgt:
{\displaystyle p_{r;max}=\alpha _{p}*\beta *s*({\frac {1}{4}}q_{c;I;gem}+{\frac {1}{4}}q_{c;II;gem}+{\frac {1}{2}}q_{c;III;gem})}
Met:
- {\displaystyle \alpha _{p}} als de paalklassefactor, een reductiefactor voor het type en de manier van inbrengen van de paal
- {\displaystyle \beta } als reductiefactor voor palen met een verbrede voet.
- {\displaystyle s} als reductiefactor voor palen met een afwijkende doorsnede, bijvoorbeeld rechthoekig i.p.v. vierkant

Deze reductiefactoren liggen gewoonlijk tussen 0 en 1. De paalklassefactoren zouden vanaf 1 januari 2016 met 30% worden verlaagd, omdat uit proefbelastingen bleek dat de draagkracht van paalfunderingen structureel wordt overschat. Deze wijziging zou doorgevoerd worden d.m.v. een voetnoot van tabel 7.c in de norm NEN 9997-1. Om procedurele redenen is deze wijziging een jaar uitgesteld. Er zal een correctieblad voor de norm worden uitgebracht, waarmee de voetnoot komt te vervallen. Vermoedelijk zal de wijziging ingaan op 1 januari 2017